# Cyrnopsis pingensis
Cyrnopsis pingensis is een schietmot uit de familie Polycentropodidae. De soort komt voor in het Oriëntaals gebied.